# غوستاف ريتشارد براون
غوستاف ريتشارد براون (بالإنجليزية: Gustavus Richard Brown)‏ (و. 1747 – 1804 م) هو عالم نبات من الولايات المتحدة الأمريكية.

## التعليم
تعلم في جامعة إدنبرة.